# 华人长老会教堂

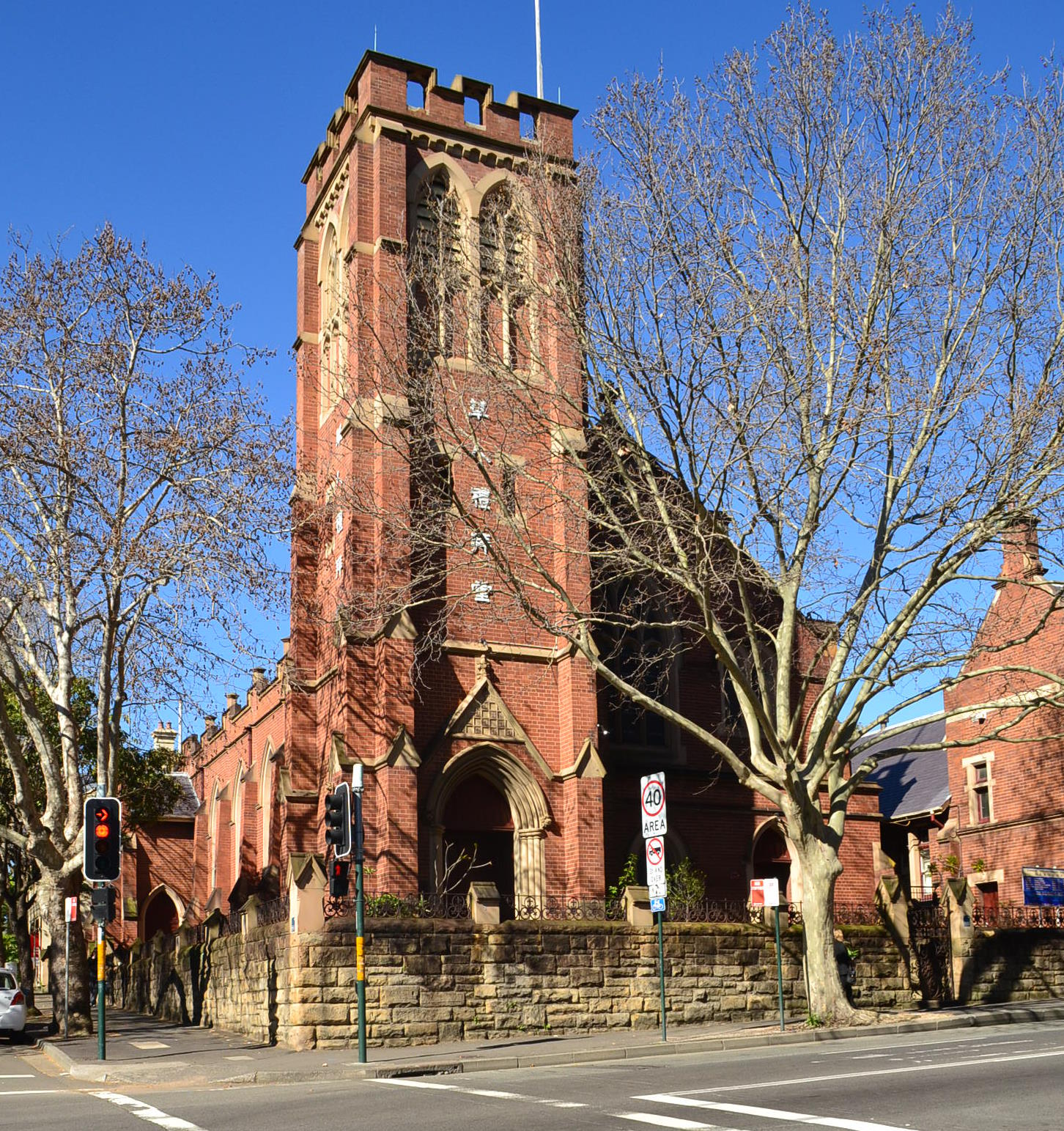
华人长老会

华人长老会教堂或雪梨華人長老會（英語：Chinese Presbyterian Church）是一个长老会堂会，也是澳洲现存最古老的华人教会。2017年，该堂约有600人，礼拜语言使用英语、粤语和中華民國國語。
该堂创建于1893年，1957年迁入Crown街和Albion街转角的富勒顿纪念教堂现址。